# U-36号潜艇 (1914年)
陛下之36号潜艇是德意志帝国海军建造的一艘潜艇或称U艇。它由基尔的日耳曼尼亚船厂承建，于1914年6月6日下水，至同年11月14日交付使用。U-36号是在第一次世界大战海战期间服役的329艘德国潜艇之一，并参加了大西洋潜艇战役。在其两次巡逻中，共击沉了14艘和缴获3艘协约国或中立国商船，容积总吨为16140吨。1915年7月24日，U-36号在外赫布里底群岛的北罗纳岛附近遭英国Q船查尔斯王子号击沉，导致18名船员阵亡。

## 设计
U-36号为双壳远洋潜艇，在尺寸上类似于U-23至U-30型，仅在推进和速度上略有不同。德意志帝国海军将其视为非常优秀的公海舰艇，具有适中的机动性和良好的水面掌舵能力。
艇只的全长和耐压壳体长分别为64.70米和52.36米；舷宽6.32米，当中的耐压壳体宽为4.05米；有7.68米的总高和3.56米的吃水深度。艇只的总排水量达971吨；其中水上为685吨，水下为878吨。
U-36号搭载有可在水上使用的两台日耳曼尼亚六缸二冲程柴油发动机，总功率为1,850匹公制馬力（1,361千瓦特）；以及可在水下使用的西门子-舒克特双电动发电机，总功率为1,200匹公制馬力（883千瓦特）。这些发动机用以驱动双轴、每根轴各一个的直径1.6米长螺旋桨，从而使艇只在水上的最高速度达16.4節（30.4每小時），在水下的最高航速为每小时9.7節（18.0每小時）。它可以8節（15每小時）的速度在水上巡航8,790海里（16,280），或以5節（9.3每小時）的速度在水下巡航80海里（150）。艇只的潜航深度为50米。
艇只装备了四具直径为500毫米的鱼雷发射管，其中艏、艉各两具，并可携带合共6枚鱼雷。此外，U-36号于1915年还增配了一门88毫米30倍径速射炮。其标准船员编制为4名军官和31名水兵。

## 历史
U-36号是由德意志帝国海军于1912年3月29日向基尔的日耳曼尼亚船厂订购。它自1913年1月2日开始铺设龙骨，1914年6月6日下水，至同年11月14日在首任艇长、海军上尉恩斯特·格雷夫的指挥下正式入役。验收海试随后于1915年2月在基尔展开，并于3月被编入驻北海作战的第二潜艇区舰队。
U-36号的行动和运作受到英国海军情报部门（更广为人知的名称是“40号室”）的监视和报告。1915年3月29日至30日，它在黑尔戈兰湾进行了第一次巡逻；但在此期间没有击沉报告。4月23日，它再重返黑尔戈兰湾，自4月29日起在北海展开巡逻。5月8日，U-36号取得首个战果，击沉了容积总吨为1966吨的丹麦轮船莉莲·德罗斯特号（Lilian Drost）；两天后，它又分别缴获了1241总吨的瑞典轮船比约恩号（Björn）和654总吨的荷兰轮船尼俄伯号（Niobe）作为战利品。
U-36号下一次重回北海基地是7月17日。在苏格兰北部和西北海岸附近航行期间，它击沉了三艘蒸汽船和十几艘小型船舶。7月22日，重达3644总吨的俄籍货轮红宝石号成为受害者。同日，U-36号还在奥克尼群岛以西袭击了一群渔船，共击沉9艘小型拖网渔船和2艘帆船，并缴获1艘战利品。翌日，根据缴获规则，1505总吨的法国船舶达那厄号（Danae）被截停并击沉，3819总吨的挪威船舶菲姆雷特号（Fimreite）也被击沉。
在被击沉的那一天，U-36号还拦截并缴获了美国的大型铁身帆船巴尔马哈关口号（Pass of Balmaha），这艘船满载着原打算运往俄罗斯的棉花，正在前往柯克沃尔接受英国当局检查的途中。U-36号的一名海军少尉受命留在铁身帆船上，以确保它能顺利通过去往库克斯港的通道。巴尔马哈关口号此后被改装成一艘辅助巡洋舰，并被重新命名为海雕号，由费利克斯·冯·卢克纳尔伯爵指挥，不久就因其在大西洋和太平洋上的海军功绩而闻名。
1915年7月24日下午，U-36号在外赫布里底群岛的北罗纳岛附近遭到由英国海军中尉马克·沃德洛指挥的Q船查尔斯王子号击沉。这艘潜艇刚刚截停并登上了丹麦货轮露易丝号（Luise），正由一支搜查队倾倒船上的货物，这时，潜艇瞭望员发现一艘轮船正在靠近。U-36号遂驶向伪装的查尔斯王子号，命令其停船并向它开火。Q船照做了，并抛出救生艇。当查尔斯王子号升起英国舰旗并开始射击时，这艘毫不知情的潜艇距离尚不足600（660碼）。猝不及防的U-36号的情况下受到了数次直接命中和严重破坏，然后沉没。当露易丝号去接救浮在水面上的幸存者时，查尔斯王子号也对其开火，以为这是一艘德国补给船。在U-36号沉没45分钟后，剩余幸存者被Q船救起。格雷夫上尉及15名船员获救，但另有18人丧生。U-36号成为第一艘被Q船击沉的潜艇，也是为数不多的牺牲品之一。沃德洛中尉因这次行动而获颁杰出服务勋章，他的两名船员也获得了杰出服务奖章。Q船的商船部船员则获得了1000英镑的奖金，由他们自行瓜分。

## 袭击历史摘要

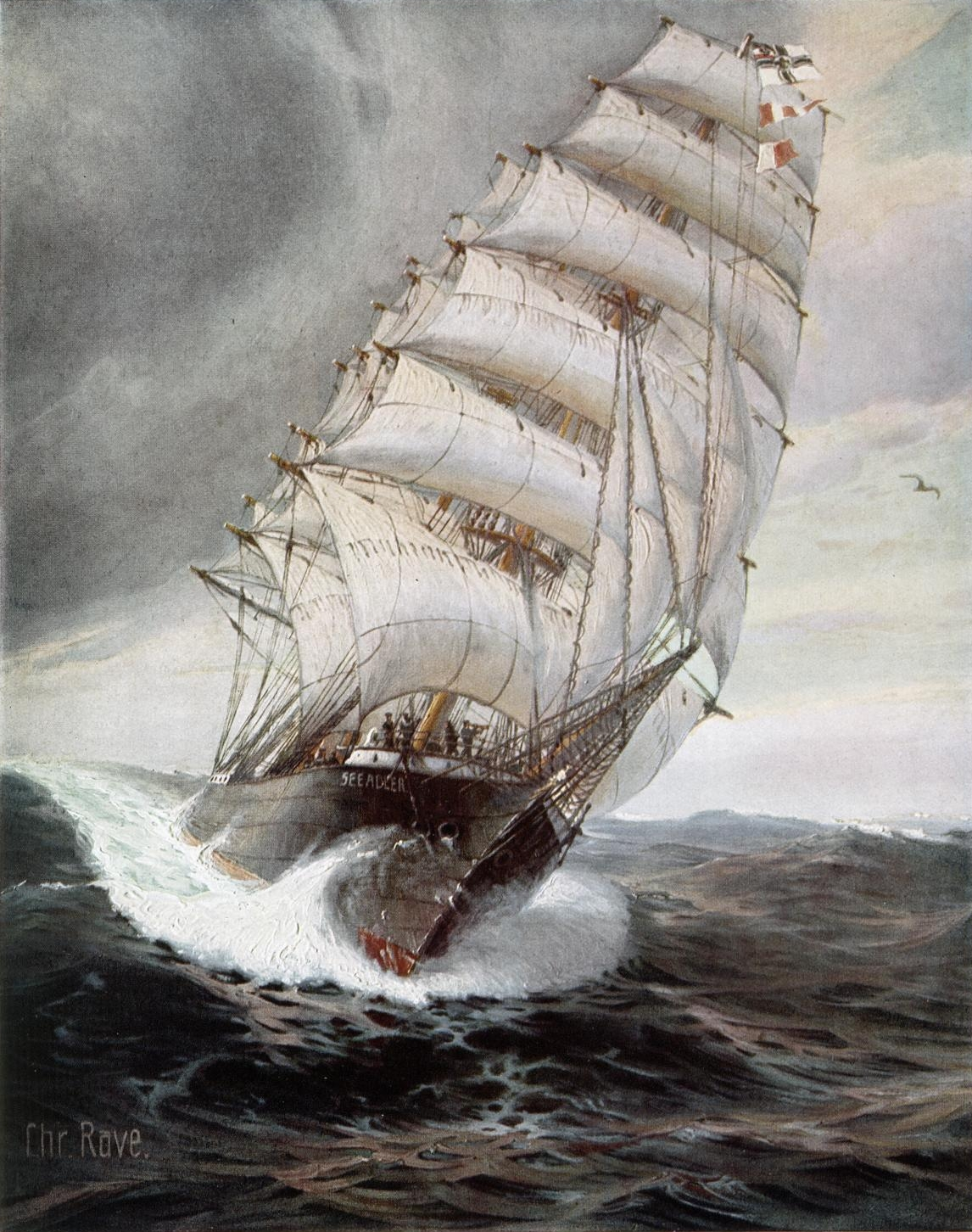
被缴美国铁身帆船巴尔马哈关口号改造为辅助巡洋舰后的艺术表现形式

| 日期          | 船名            | 船籍       | 吨位  | 结局       |
| ------------- | --------------- | ---------- | ----- | ---------- |
| 1915年5月8日  | 莉莲·德罗斯特号 | 丹麦       | 1966  | 击沉       |
| 1915年5月10日 | 比约恩号        | 瑞典       | 1241  | 缴作战利品 |
| 1915年5月10日 | 尼俄伯号        | 荷蘭       | 654   | 缴作战利品 |
| 1915年7月19日 | 北光号          | 挪威       | 82    | 击沉       |
| 1915年7月22日 | 埃塞尔斯坦王号  | 英国       | 159   | 击沉       |
| 1915年7月22日 | 红宝石号        | 俄罗斯帝国 | 3644  | 击沉       |
| 1915年7月22日 | 和平之星号      | 英国       | 180   | 击沉       |
| 1915年7月23日 | 达那厄号        | 法國       | 1505  | 击沉       |
| 1915年7月23日 | 菲姆雷特号      | 挪威       | 3,819 | 击沉       |
| 1915年7月23日 | 埃妙妮号        | 英国       | 210   | 击沉       |
| 1915年7月23日 | 奥诺莉亚号      | 英国       | 207   | 击沉       |
| 1915年7月23日 | 萨顿号          | 英国       | 332   | 击沉       |
| 1915年7月24日 | 安格利亚号      | 英国       | 107   | 击沉       |
| 1915年7月24日 | 卡西奥号        | 英国       | 172   | 击沉       |
| 1915年7月24日 | 巴尔马哈关口号  | 美国       | 1571  | 缴作战利品 |
| 1915年7月24日 | 罗斯林号        | 英国       | 128   | 击沉       |
| 1915年7月24日 | 斯特拉思莫尔号  | 英国       | 163   | 击沉       |

## 脚注
1. ↑  Helgason, Guðmundur. . German and Austrian U-boats of World War I - Kaiserliche Marine - Uboat.net.   [11 January 2015].
2. 1 2 3 4  Gröner，第6頁.
3. 1 2 3 4  Birch and Clarke. . 2: The Fleet in Being. The National Archives, Kew: HW 7/3.   [2021-07-02]. （原始内容存档于2013-10-29）.
4. ↑  Pardoe，第19頁.
5. ↑  Chatterton，第13–16頁.
6. ↑  Helgason, Guðmundur. . German and Austrian U-boats of World War I - Kaiserliche Marine - Uboat.net.   [11 January 2015].